# Тинда

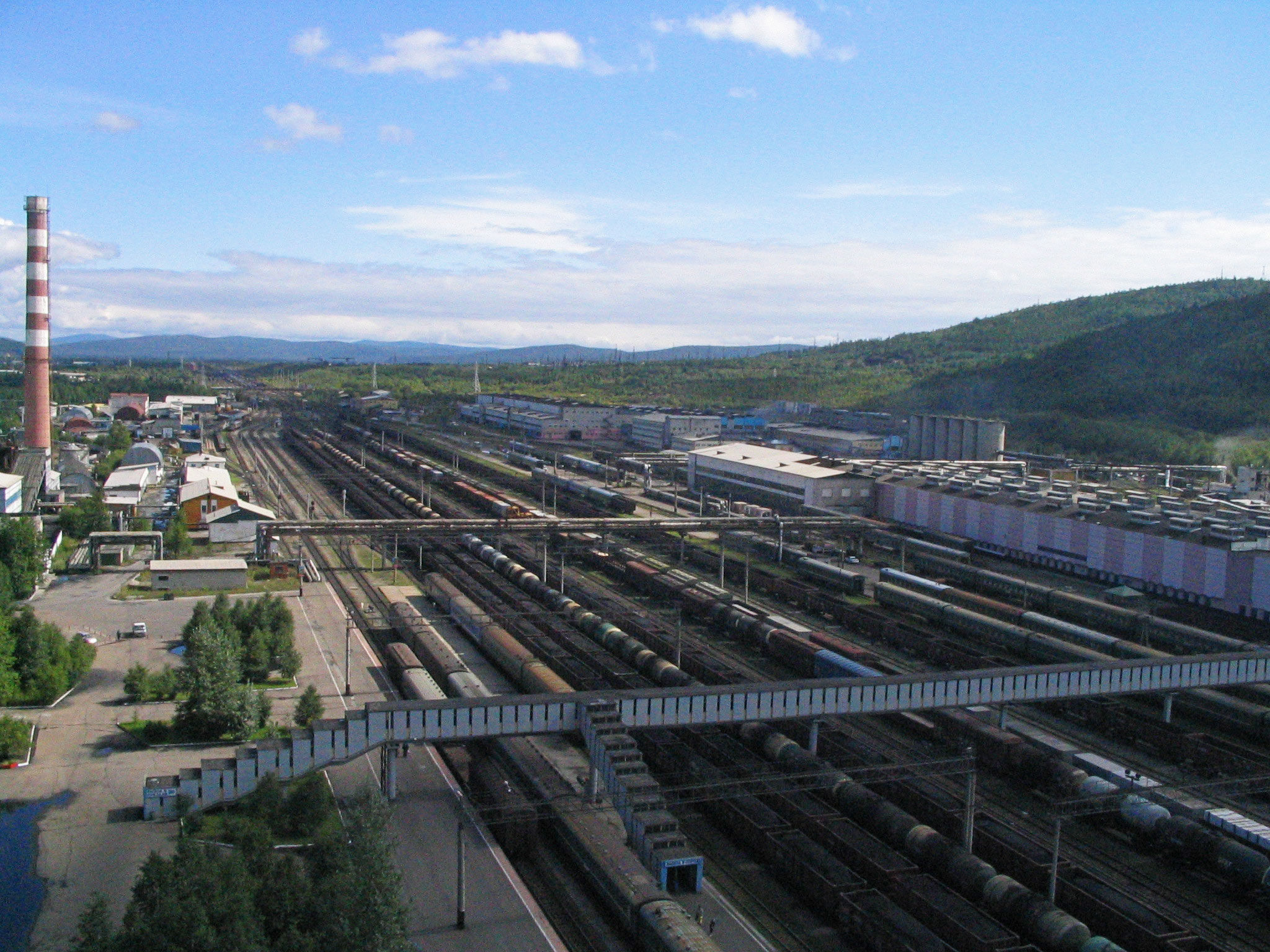
Залізнична станція Тинда

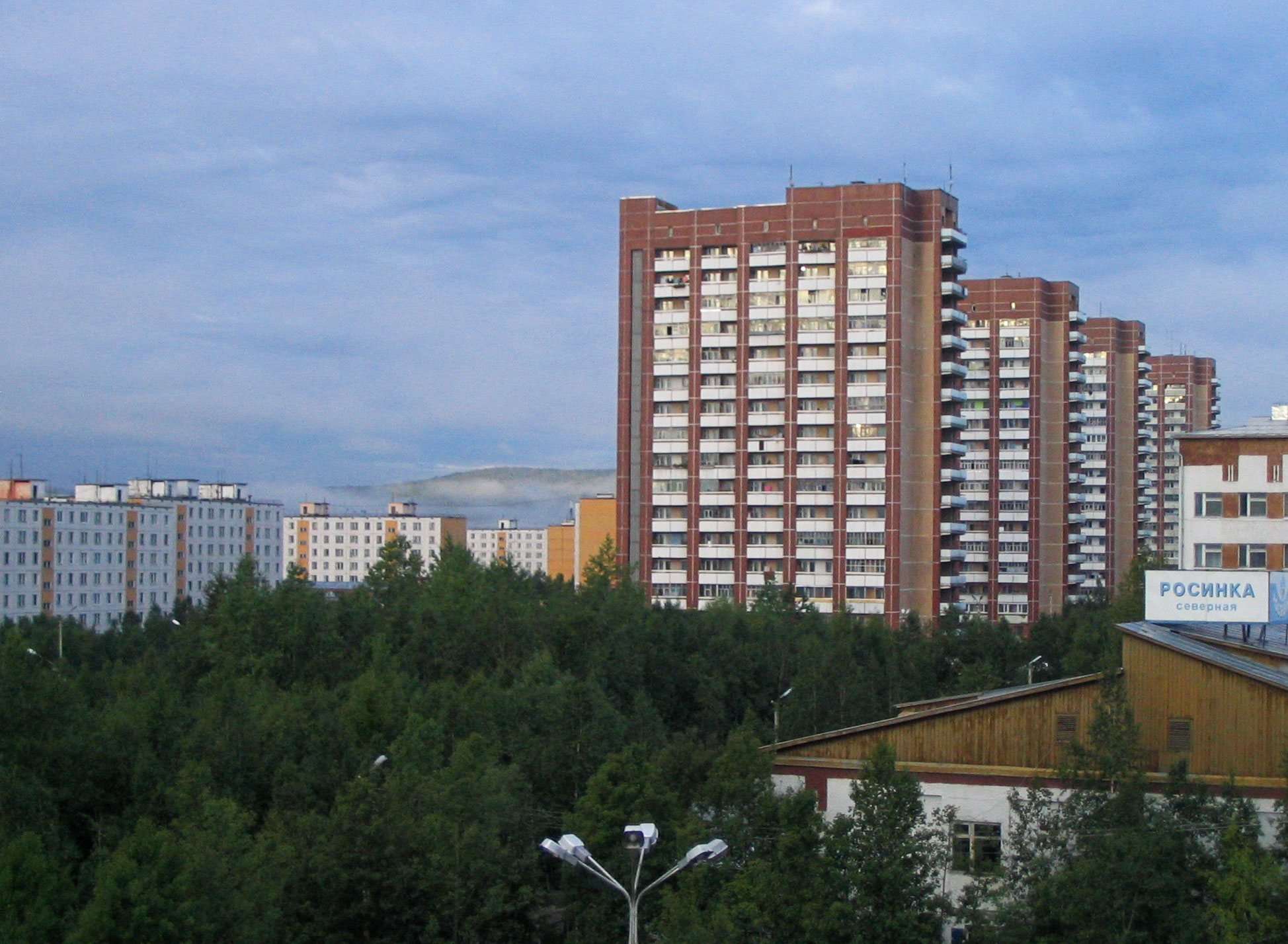
Краєвид на 16-поверхові будинки

Тинда — місто обласного значення (з 1907 року селище Тиндинський, статус міста з 1975 року) в Росії, адміністративний центр Тиндинського району Амурської області, «столиця БАМу».

## Географія
Місто розташовано на річці Тинда (притока Гілюю, басейн Амуру), за 839 км від Благовєщенська, до Москви — по залізниці близько 6 700 км, повітрям — близько 5 100 км. Розташоване в місці впадіння Геткану в Тинду, на висоті понад 500 м вище над рівнем моря. Великий транспортний вузол на північному заході Амурської області, у якому перетинаються лінії Тайшет—Ургал і Бамовська—Беркакіт. Помірний кліматичний пояс.

## Історія
Назва походить від евенкійського «тенда», корінь якого «тен» перекладають як «рівний перевал», «ліс на рівному вододілі», «берег терасовий», а похідне «тенди» означає «береговий».
Сучасне місто виникло в 1975 році, коли Тинду визначили «столицею БАМу» й до міста стали прибувати робочі із багатьох республік СРСР, серед яких багато було комсомольців (у 1984 році в місті відбувся зліт Всесоюзних ударних комсомольських загонів). Будівництво БАМу йшло дедалі швидше й 1979 року перший потяг із Тинди вирушив до Москви, а в 1984 році за маршрутом Тинда — Москва вирушив швидкий пасажирський поїзд.
Місто також зростало вельми швидко. У 1984 році розпочали забудову нового мікрорайону дев'ятиповерховими будинками, а в 1986 році в експлуатацію було здано чотири 16-типоверхові житлові будинки — «свічки». У часи перебудови, коли з'явилися перебої з постачанням і невизначеність навколо долі БАМу, населення міста стало скорочуватися: за переписом 1989 року, у місті мешкало 62,0 тисяч осіб, за переписом 2002 року — 40,28 тис. осіб, у 2008 році — 38,2 тис. осіб. Нині зберігається тенденція зменшення чисельності населення.
Сучасне місто Тинда розташоване на місці станції Тинда, що виникла в 1975 році під час будівництва БАМу. Селище, що раніше називалося Тиндинським («справжня» Тинда), лежить осторонь від нинішнього міста на річці Тинда.

## Промисловість
- Транспортний вузол: автодорога, залізничний вузол і адміністративний центр БАМу, аеропорт.
- Тиндаліс — найбільший ліспромисловий комплекс у Росії.
- ВАТ «Бамстроймеханизация».

## Дивись також
- Аеропорт "Тинда"